# Fargo (francuskie przedsiębiorstwo)
Fargo – francuska marka samochodów przedsiębiorstwa Automobiles De Fremond, przedstawiona w 1999 roku, znana głównie dzięki produkcji plażowego samochodu Fargo DF.